# Alberto Braglia
Alberto Braglia (Campogalliano, 24 februari 1872 - Modena, 5 februari 1954) was een Italiaans turner.
Braglia won tijdens de Olympische Zomerspelen 1908 de gouden medaille op de meerkamp. Vier jaar later tijdens de Olympische Zomerspelen 1912 won Braglia wederom de gouden medaille op de meerkamp en in de landenwedstrijd.

## Olympische Zomerspelen
| Jaar | Plaats    | Resultaten      |
| ---- | --------- | --------------- |
| 1908 | Londen    | meerkamp        |
| 1912 | Stockholm | meerkamp · team |